# 傅鍾文
傅鍾文（1903年—1994年9月25日），河北永年人，中國武術家，楊氏太極拳第四代傳人，杨澄甫之徒。

## 生平
從9歲就開始隨杨澄甫習武，長期追隨在杨澄甫身邊。1944年10月1日，在上海籌資創設「永年太極拳社」。曾擔任過上海市武術協會副主席、上海市體育宮總教練。
1994年9月25日，在上海市去世。其遺體安葬於河北永年縣廣府鎮，現建有紀念祠。

## 榮譽
- 1988年，獲国家体育运动委员会頒予「中國國際武術貢獻獎」[5]。